# 小林カツ代
小林 カツ代（こばやし カツよ、1937年（昭和12年）10月24日 - 2014年（平成26年）1月23日）は、日本の料理研究家・エッセイストである。神楽坂女声合唱団創設者、団長。血液型O型。

## 人物
料理研究家として、簡単ではあるが手抜きではない料理を研究、紹介しており、生涯で出版した著書は200冊を超える。また、台所用雑貨や食器のプロデュース、講演活動も行っていた。
長男のケンタロウも料理研究家。選択的夫婦別姓制度実現をめざす民法改正運動を行っているmネット（民法改正情報ネットワーク）の呼びかけ人でもあった。

### 経歴
1937年（昭和12年）、大阪市で製菓材料の卸問屋を経営する一家に生まれた。幼少のころ父や母に大衆食堂、フランス料理店、高級中華料理店、日本料理店に連れていかれたため舌は肥えていたという。しかし、子供のころは絵画や漫画に興味を持ったため、母から料理を教わることは皆無であった。堀江国民学校（現・大阪市立堀江小学校）に入学したが、虚弱体質だったため、学校の授業はほとんど出ていない。1945年（昭和20年）大阪大空襲を体験、家が焼けたため、一家で堺市北区の旧家・筒井家の離れに移り住んだ。転校した堺市立百舌鳥小学校では成績優秀であり、戦後、一家が大阪市に戻ってからも電車通学で卒業まで通った。
中学生時代には「漫画少年」に漫画を投稿していた。当時の投稿仲間には石ノ森章太郎がいる。その後、帝塚山学院短期大学を卒業した。同校では国文学を専攻している。
21歳の頃、結婚して専業主婦となったが料理の腕前はからきしひどいものであった。小林が夫に初めて作ったみそ汁は、水にみそを入れ、もどしていないワカメを放り込んだものである。その後、小林は一念発起し母、青果店、鮮魚店、近隣住人などの料理上手な人から教えられ、料理の腕を上げていくこととなる。
1963年（昭和38年）ごろ、テレビのワイドショーへの投書がきっかけとなり番組に出演し料理を披露した。これにより料理研究家としての活動を開始することとなり、大阪ローカルのレギュラー番組を持つほどになった。1968年（昭和43年）に夫の東京転勤に伴い、埼玉県上福岡市（現・ふじみ野市）に引っ越した後、東京・日比谷にあるデザイン学校に入学するも、すぐに廃校となってしまう。また1970年（昭和45年）にはエッセイストとしてのデビューも果たし、同年発表した、デザイン学校での出来事をつづった『ミセス漫画学校へ行く』はNHK銀河ドラマ「てんてこまい」の原作となった。
以降、多数の料理本やエッセイを著作した。小林は1979年（昭和54年）から26年に及び、「きょうの料理」をはじめとするNHKの料理番組に出演し料理研究家として広く認知されることとなった。また、都内で生活雑貨店や喫茶店も経営しており、1990年（平成2年）には小林がデザインした家庭料理の器「kiai」がグッドデザイン賞を受賞している。
1994年（平成6年）、料理人が対決するテレビ番組『料理の鉄人』（フジテレビ）に出演した小林は、ジャガイモをテーマにした料理で鉄人、陳建一に勝利した。1995年（平成7年）に阪神・淡路大震災が発生すると被災者支援を行っている。2000年（平成12年）には英語版の料理本『The Quick and Easy Japanese Cookbook』がグルマンの最優秀賞を受賞した。晩年は大阪信愛女学院短期大学の客員教授を勤めていた。
頼まれたら断れない性格と、高齢にもかかわらず過密なスケジュールを組んでまでも活動を欠かさなかったことが災いし、2005年（平成17年）8月にクモ膜下出血を発症。その後は活動の第一線から退いて入院療養を続けていたが、2014年（平成26年）1月23日に多臓器不全のため逝去。満76歳没（享年78）。

### 思想・信条
政治的には日本共産党の支持者であり、元衆議院議長の土井たか子とは親友であった。共産党支持者となったのは、学生時代の交際相手が共産党員であったことを「怖い」と感じて別れたものの、それを母から「共産党は戦前唯一侵略戦争に反対した政党だ。それが怖いわけがあるか！」と叱られたことだったという。2005年3月、「マガジン9条」発起人のひとりとなった。
また、小林は日本基督教団の月刊誌「信徒の友」にエッセイを連載し、同教団の出版社からエッセイ集『光の中の食卓』を出版した。さらに、「本紙標語」として「平和憲法を護れ」「再軍備絶対反対」を掲げる週刊『キリスト新聞』（キリスト新聞社）の名刺広告欄では欠かさず出稿する常連であった。

## 著作
- 『ミセス漫画学校へ行く』（講談社、1970） 改題『青春どないしよう!?』（晶文社 、1991）
- 『お料理さんこんにちは』（講談社、1971）
- 『いただきま～す おいしく楽しく好ききらいなく』（女子栄養大学出版部 、1980）　のち学陽書房・女性文庫
- 『小林カツ代のらくらくクッキング』（文化出版局、 1980）
- 『働く女性のキッチンライフ 手早く、うるおいのある食卓を作る方法』(銀河選書)（大和書房 、1981）
- 『オーブントースタークッキング』(栄養と料理文庫 クッキングポイント)（女子栄養大学出版部 、1982）
- 『こんなとき、こんな料理、こんなお菓子で』(おいしいlife ing…)（大和書房、1982）
- 『楽々ケーキづくり 常識を変えた新テクニック わかりやすい図解つき』(21世紀ブックス)（主婦と生活社、1982）
- 『ママおかわりっ 食べることが楽しい子に』（女子栄養大学出版部、1982）　のち学陽書房・女性文庫
- 『働く女性の急げや急げ料理集 時間がないからこそおいしいものを作る』(銀河選書)（大和書房、1982）
- 『育児ぶっつけ本番』(おいしいlife ing…)（大和書房、1983）　のち学陽文庫
- 『はやく大きくな～れ』(おいしいlife ing…) （大和書房、1983）　のち学陽文庫
- 『ママがせんせい 食べてほしいもの・守ってほしいこと』（女子栄養大学出版部、1983）　のち学陽文庫
- 『働く女性のキッチンライフ 手早く、うるおいのある食卓を作る方法』(おいしいlife ing…) （大和書房、1983）　のち文庫
- 『働く女性の急げや急げ料理集 時間がないからこそおいしいものを作る』(おいしいlife ing…) （大和書房、1983）
- 『お弁当づくりハッと驚く秘訣集 手早くできる!さめておいしい!』 (21世紀ブックス)（主婦と生活社、1984）
- 『虹色のフライパン』(青春ノート)（国土社、1984）
- 『ホームメイドたのしいお菓子』（家の光協会、1984）
- 『小林カツ代の簡単おかず』（家の光協会、1985）
- 『味つけ上手!秘密の下ごしらえ 手間がはぶけて3倍おいしい』(21世紀ブックス)（主婦と生活社、1986）
- 『急げや急げ料理の基礎とコツ お教えします、アッと驚く画期的料理法』大和書房〈おいしいlife ing…〉、1986年9月。NDLJP:12102938。
- 『今晩の献立』家の光協会、1986年10月。NDLJP:12104927。
- 『キッチンから愛をこめて 毎日の食事作りに追われるあなたへ』大和書房〈おいしいlife ing…〉、1986年12月。NDLJP:12102147。
- 『小林カツ代のおかず大集合 お客様からピンチのときまでメイン料理86』大和書房〈おいしいlife ing…〉、1987年8月15日。NDLJP:12106318。　のち文庫
- 『小林カツ代のちょっとごちそう』家の光協会、1987年10月。NDLJP:12107388。
- 『手料理上手の暮しメモ 味のあるレシピ・毎日の夢ヒント』（じゃこめてい出版ｎ1987）　のち三笠書房・知的生きかた文庫
- 『小林カツ代のらくらくハウスキーピング』（文化出版局、1987）
- 『おいしいものつくろう』(てをつかう・くふうする) 上条滝子え. （冨山房、1988）
- 『わが家の食卓12カ月』（三水社、1988）
- 『ごはんの名人みそ汁上手 この簡単なコツが「うまいっ」とうならせる』(21世紀ブックス) （主婦と生活社、1988）
- 『小林カツ代の野菜のおかず大集合 <生・ゆでる・煮る・炒める>もう一品料理88』(おいしいlife ing…)（大和書房、1988）　のち文庫
- 『小林カツ代のすぐ作れるおかず』（企画室、1988）
- 『小林カツ代のアッという間のおかず 旬の味をいかした料理83』(おいしいlife ing…) 大和書房 1989
- 『小林カツ代のたのしいお弁当』（家の光協会、1989）
- 『たのしい料理』尾崎曜子え（新日本出版社、1990）
- 『最新楽々ケーキづくり 常識を変えた新テクニック わかりやすい図解つき』(21世紀ブックス)（主婦と生活社、1990）
- 『小林カツ代のおかず超簡単』（家の光協会、1990）
- 『おいしい夕食つくりおきのヒント カレーばかりが能じゃない!これを知ったらもう安心』(21世紀ブックス)（主婦と生活社、1990）
- 『小林カツ代の元気に育つ離乳食』（海竜社、1990）
- 『たのしいおやつ』尾崎曜子え （新日本出版社、1990）
- 『小林カツ代のひっぱりだこの簡単おかず』（NHKきょうの料理シリーズ）（日本放送出版協会、1991）
- 『小林カツ代のおかずの基礎-ぶっつけ本番でコツがわかる』（主婦の友生活シリーズ）（主婦の友社、1991）
- 『小林カツ代の気楽な朝ごはん』（家の光協会、1991）
- 『小林カツ代のおかず超特急』（家の光協会、1991）
- 『うちの料理はおいしいな』（企画室、1991）
- 『小林カツ代のキャベツブック キャベツを丸ごと食べる!』(おいしいlife ing…)（大和書房、1991）
- 『さて、コーヒーにしませんか? キッチンをとおして見えること』（大和書房 、1991）
- 『小林カツ代の献立まるごとひと皿に』（主婦の友生活シリーズ）（主婦の友社、1992）
- 『小林カツ代の漬けものとっておき』（家の光協会、1992）
- 『光の中の食卓』（日本基督教団出版局、1992）
- 『お料理さん、こんにちは』（晶文社、1992）　のち文春文庫
- 『小林カツ代のアッという間のおかず part 2』(おいしいlife ing…)（大和書房、1992）
- 『愛は食卓からはじまる』（海竜社、1992）
- 『小林カツ代の読むだけで美味しいはなし』（関西書院、1993）
- 『小林カツ代のすぐ作れる野菜のおかず 四季別』（企画室、1993）
- 『だから料理が好きになる おいしい暮らしのコツいっぱい!』(21世紀ブックス) （主婦と生活社、1993）　『小林カツ代のキッチン手帖』(知的生きかた文庫) （三笠書房、1997）
- 『おいしいものいっぱい!』(てのり文庫 ラブリー?シリーズ)野崎加代子絵 （大日本図書、1993）
- 『小林カツ代のらくしておいしいものばかり 自分の時間もほしいから』（文化出版局、1993）
- 『小林カツ代のとにかくアッという間のおかず 今だからおいしい料理84』（大和書房、1994）
- 『わが道をゆくワンタン 気楽でホンキな料理あれこれ』（PHP研究所、1994）
- 『小林カツ代のダイエットおかず 味も満足、量も満腹。 やせたいけれど食べたい人の本です。』（海竜社、1994）
- 『野菜が「じゃがいも玉ネギにんじん」しかないとき 究極のお助け料理88』（大和書房、1994）
- 『小林カツ代のふくらむふくらむケーキ』（家の光協会、1994）
- 『小林カツ代さんちのおいしいごはん』（講談社、1994）
- 『おやつにしようよ!』(てのり文庫 ラブリー?シリーズ) 野崎加代子絵 （大日本図書、1994）
- 『小林カツ代のこんなに簡単おいしい魚料理 今すぐ食べたい、とっておき95品』（広済堂出版、1994）
- 『小林カツ代の、帰宅して大急ぎで作る夕ごはん 忙しい人も、困っている人も、大丈夫、まかせない。』（雄鶏社、1994）
- 『小林カツ代のフライパン1つあれば! えっ、あんな料理も?こんな料理まで! ビギナーもベテランも』（雄鶏社、1995）
- 『小林カツ代のざっくばらんにおもてなし』（NHKきょうの料理シリーズ）（日本放送出版協会、1995）
- 『新・働く女性のキッチンライフ 手早く、うるおいのある食卓を作る方法』（大和書房、1995）
- 『小林カツ代のご飯大好き』（講談社、1995）
- 『小林カツ代の超料理法 地球と人のために』（家の光協会、1995）
- 『小林カツ代の晩ごはん決まった!』（講談社、1995）
- 『小林カツ代のイタリア家庭料理』（ユーシープランニング、1995）
- 『小林カツ代の大根・かぶ大好き』（講談社、1995）
- 『小林カツ代のやさしいおせち』（講談社、1995）
- 『小林カツ代の基礎のおかず』（主婦の友社、1995）
- 『小林カツ代のやさしい和食』（講談社、1995）
- 『小林カツ代のじゃがいも大好き』（講談社、1995）
- 『小林カツ代のキャベツ大好き』（講談社、1995）
- 『小林カツ代のたまご料理85 いつでもおいしい!早くて安い!』（大和書房、1995）
- 『小林カツ代のなす大好き』（講談社、1995）
- 『小林カツ代の新・料理の基礎とコツ みそ汁といつものおかずがアッと驚くほどおいしくなる!』（大和書房、1995）
- 『日曜日のキッチン』（大和書房、1995）
- 『小林カツ代のさっと出来る野菜の元気おかず』（海竜社、1995）
- 『小林カツ代のすぐ食べたい!』（講談社、1996）
- 『小林カツ代のやさしい洋食』（講談社、1996）
- 『自給自足』（日本経済新聞社、1996）　「自分でつくるこれ、うましっ!」日経ビジネス人文庫
- 『小林カツ代のやさしいクリスマス料理』（講談社、1996）
- 『小林カツ代のやっぱりアッという間のおかず 家族みんながおいしい料理83』（大和書房、1996）
- 『キッチンから愛をこめて』（大和書房、1996）
- 『小林カツ代のcook book 毎日使えるレシピ300』（講談社、1996）
- 『おなかがすく話』(きみだけの生きかた）（大日本図書、1996） のち河出文庫
- 『小林カツ代の365日の献立』（主婦の友社、1997）
- 『小林カツ代塾 黄金の食卓レシピ 1 (人気の定番)』（講談社、1997）
- 『焼き菓子&冷菓 やさしい味、もっともっと伝えたい』(まあるい食卓シリーズ) （学習研究社、1997）
- 『ケーキ&パイの基本 やさしい味、きっちり伝えたい』(まあるい食卓シリーズ) （学習研究社、1997）
- 『小林カツ代のすぐ食べたい!(秘)ケーキとおやつ』（講談社、1997）
- 『小林カツ代のイタリア家庭料理』（池田書店、1997）
- 『お弁当づくりハッと驚く秘訣集 手早くできる!さめておいしい!』（主婦と生活社、1997）
- 『小林カツ代のこんなに簡単煮込み料理 具、スープ、すべてがうまい!』（廣済堂出版、1997）
- 『小林カツ代のやさしいおやつ』（講談社、1997）
- 『アバウト英語で世界まるかじり』（集英社、1997）　のち文庫
- 『小林カツ代のやさしいめん・パスタ』（講談社、1997）
- 『体の中からきれいになるレシピ』（マガジンハウス、1997）
- 『空飛ぶつけ毛 抱腹絶倒事件簿』（ベネッセコーポレーション、1997）
- 『小林カツ代塾 黄金の食卓レシピ 2 (今日の元気ごはん)』（講談社、1998）
- 『小林カツ代の楽々ケーキづくり 常識を変えた新テクニック』（主婦と生活社、1998）
- 『おかずがいっぱい 春夏秋冬』（学習研究社、1998）
- 『小林カツ代塾 黄金の食卓レシピ 3 (ちょっとごちそう)』（講談社、1998）
- 『イスタンブール食彩紀行 食を愛する人々の暮らす街 (見聞塾)』（ベネッセコーポレーション、1998）
- 『小林カツ代わが家の愉しい食卓ノート』三笠書房 (知的生きかた文庫)（三笠書房、1998）
- 『小林カツ代のおべんとう決まった!』（講談社、1998）
- 『小林カツ代の美味しいおかず12か月』（PHP研究所、1998）
- 『カツ代の台所』（朝日出版社、1998）
- 『小林カツ代のキッチン便り』（大和書房、1998）
- 『い～い味!カツ代さんの基本のお料理 家族をしあわせにするおかずとおやつがいっぱい 』（主婦の友社、1998）
- 『楽しいお菓子 カツ代のおやつ詩集』（学陽文庫、1999）
- 『小林カツ代のおかず百科』(講談社のお料理book) （講談社、1999）
- 『小林カツ代野菜をたくさんつかったおかず』（家の光協会、1999）
- 『繰り返すあなたのどうしてうまくいかないの?に小林カツ代が答えます。』（集英社、1999）
- 『簡単おかず カツ代の料理詩集』（学陽文庫、1999）
- 『愛しのチー公へ 生きものたちとの一期一会』小林真理 画. （筑摩書房、1999）
- 『小林カツ代のすぐつくれるおかず この65レシピで献立に困らない』(講談社+α文庫)（講談社、2000）
- 『小林カツ代のやさしいおかず200』(講談社のお料理book)（講談社2000
- 『春夏秋冬おかずがいっぱい』（学習研究社、2000）
- 『美人粥』（文化出版局、2001）
- 『料理上手のコツ 知っているのといないとでは大違い』（大和書房、2001）
- 『男の老い支度めし支度』（海竜社、2001）
- 『小林カツ代野菜練習帳』（家の光協会、2001）
- 『ふだんが一番。 小林カツ代の新レシピ』（芝パーク出版、2001）
- 『黄金の和食レシピ』（講談社、2001）
- 『小林カツ代の切って煮るだけ鍋ひとつだけ』(講談社+α文庫)（講談社、2002）
- 『食卓は、この献立から。 』講談社のお料理book) （講談社、2002）
- 『小林カツ代料理の辞典 おいしい家庭料理のつくり方2448レシピ』朝日出版社 2002
- 『絵で伝えるカツ代のレシピ・小さなおかずと漬け物』（家の光協会、2002）
- 『絵で伝えるカツ代のレシピ・どーんと大きなおかず』（家の光協会、2002）
- 『絵で伝えるカツ代のレシピ・ごはんと麺と汁ものと』（家の光協会、2002）
- 『実践料理のへそ!』（文春新書、2003）
- 『小林カツ代の野菜でまんぷく野菜でまんぞく』(講談社+α文庫)（講談社、2003）
- 『小林カツ代の魚でカンタン魚でおいしい』(講談社+α文庫)（講談社、2003）
- 『懐かしいごちそう新しいごちそう』(集英社be文庫)（集英社、2003）
- 『小林カツ代の「おかずですよ!」 味よし手間なし、四季の味』（PHP文庫、2004）
- 『小林カツ代のもっともっと話したい料理のコツ レシピ108』(講談社+α文庫)（講談社、2004）
- 『カツ代ちゃーん!』（講談社、2004）
- 『小林カツ代はこんなにいろいろ食べてきた』（文藝春秋、2004）
- 『キッチン・ルール 台所の法則』川口澄子 画. （朝日出版社、2005）
- 『小林カツ代の忙しいからできる!料理とおやつ』(講談社+α文庫)（講談社、2005）
- 『マヨネーズってわっはっは 小林カツ代の驚き!マヨレシピ54』（生活情報センター、2005）
- 『小林カツ代のいただきますごちそうさま』小林カツ代キッチンスタジオ編 （合同出版、2006）
- 『小林カツ代のおかず入門塾』（学習研究社、2006）
- 『料理の基礎の基礎コツのコツ』（だいわ文庫、2006）
- 『カツ代レシピ みんなが選んだ88の味』（家の光協会、2006）
- 『小林カツ代の最強!おかず百科 とっておきのレシピ300』(NHKきょうの料理シリーズ)（日本放送出版協会、2007）
- 『小林カツ代のすぐ食べられる!おやつレシピ』(講談社+α文庫)（講談社、2007）
- 『小林カツ代まるごとマガジン v.1-2』小林カツ代キッチンスタジオ 監修. （セブン&アイ出版、2007）
- 『ママは天才! 作り続けてよかった愛情レシピ』（主婦の友社、2007）
- 『小林カツ代の「おいしい大阪」』（文春文庫、2008）
- 『何もかもわずらわしいなあと思う日のスープ(講談社+α文庫)（講談社2008
- 『小林カツ代の人気おかず ごはんによく合う ワイド版』（主婦の友社、2009）
- 『小林カツ代のおかず入門塾 ちゃんとしっかり、いつでもおいしく!』（学習研究社、2009）
- 『小林カツ代百番勝負 「おいしい」を楽しく作るウチごはん』(Leeクリエイティブキッチン)（集英社、2009）
- 『小林カツ代の今すぐごはん明日ごはんあさってごはん 楽しく!おいしく!夕食簡単』（主婦と生活社、2009）
- 『小林カツ代楽らくおいしい!おかずがいっぱい 決定版』（学習研究社、2009）
- 『小林カツ代のおいしいがいちばん! カツ代さんが愛したレシピ51』（大和書房、2014）
- 『小林カツ代のお料理入門』（文春新書、2015）
- 『小林カツ代のお料理入門 ひと工夫編』（文春新書、2016）
- 『小林カツ代のおかず道場』（河出文庫、2016）
- 『小林カツ代の永久不滅レシピ101 残したい、伝えたい、簡単おいしいレシピ決定版! 』（主婦の友社、2016）
- 『小林カツ代の料理のコツ』（PHPエディターズ・グループ、2016）
- 『小林カツ代の日常茶飯食の思想』（河出書房新社、2017）

### 共著
- 『高血圧の食事療法と献立 健康回復』(食事療法シリーズ)沢口進共著 （新星出版社、1976）
- 『元気な子供においしい献立』長沢千佐子共著 （文園社、1983）
- 『まゆからの旅立ち 出会いの教室』長沢千佐子共著 （文園社、1984）
- 『美味しい料理のカンどころ 知って嬉しいホントの話』キッチンS共著 （じゃこめてい出版、1989）
- 『地球の上の幸せクッキング レシピ入りお楽しみ話』キッチンS共著 （じゃこめてい出版、1990）
- 『小林カツ代の野菜料理ミニ事典 冷蔵庫の野菜ボックスは美味の宝庫!』キッチンS共著. （じゃこめてい出版、1992）
- 『今朝のおみそ汁 毎日飲んで毎日元気』キッチンスタジオ共著 （徳間書店、1992）
- 『エコロジー・シンプル宣言 食卓からの50の提案』林佳恵共著 （家の光協会、1994）
- 『ウハウハコンビニまともな食事』ケンタロウ共著 （立風書房、1995）　「カツ代とケンタロウのコンビニでうまいごはん」 (講談社+α文庫)（講談社）
- 『小林カツ代のレモンをひとしぼり』町永俊雄共著 （弥生書房、1995）
- 『カツ代が聞く、九十一歳現役台所』(にこにこブックス） 秋山千代共著 （筑摩書房、1996）
- 『あっぱれ冠婚葬祭 これからのスタンダード』林佳恵共著 （朝日出版社、1998）
- 『小林カツ代&ケンタロウのおいしいフライパン テレビ朝日ワイド!スクランブル』（ぶんか社、1999）
- 『カツ代流しあわせごはんケンタロウ流ウマイめし』（講談社のお料理book) （講談社、2000）
- 『カツ代流ほのぼのおかずケンタロウ流思いっきりメシ』(講談社のお料理book) （講談社2002）
- 『りすとカツ代のきょうびの料理』秋月りす共著 （角川書店、2006）

- 『カツ代のまかないレシピ』小林カツ代キッチンスタジオ （家の光協会、2007）
- 『小林カツ代のあっという間のおかず 人気レシピ91』小林カツ代キッチンスタジオ （大和書房、2008）
- 『カツ代の野菜おかず 決定版 2 (ひと皿で大満足のワザありレシピ春夏野菜30種)』小林カツ代キッチンスタジオ （家の光協会、2009）
- 『小林カツ代のおいしいごはんのコツ ふだんのおかずと味噌汁がひと味違う!』小林カツ代キッチンスタジオ共著（だいわ文庫 011
- 『小林カツ代の「母おかず」基本の和食』（講談社のお料理book)小林カツ代キッチンスタジオ （講談社20111）
- 『野菜が主役の人気おかず213 カツ代流早うまヘルシー』小林カツ代キッチンスタジオ （家の光協会、2011）
- 『毎日おかず497 野菜もたっぷり!』小林カツ代キッチンスタジオ共著（だいわ文庫、2012）

## テレビ出演
- きょうの料理[21]
- 料理の鉄人（1994年8月29日）ゲスト（先述）
- ためしてガッテン
- ワイド!スクランブル

## CM
- 江崎グリコ 熟カレー
- 日清食品チルド家族の焼そば[30]
- ツムラ（現・バスクリン）キッチンアクアショット

## 評伝
ライターの中原一歩による評伝『私が死んでもレシピは残る　小林カツ代伝』が2017年に文藝春秋より刊行された。